# راؤول سافوي (لاعب كرة قدم)
راؤول سافوي (بالإسبانية: Raúl Armando Savoy)‏ هو لاعب كرة قدم أرجنتيني في مركز الهجوم، ولد في 11 نوفمبر 1940 في San Antonio de Areco ‏ في الأرجنتين، وتوفي في 9 ديسمبر 2003 في بوينس آيرس في الأرجنتين. لعب مع إنديبندينتي وتشاكاريتا جيونيورز.

## وصلات خارجية
- راؤول سافوي (لاعب كرة قدم) على موقع الاتحاد الأوربي (الإنجليزية)
- راؤول سافوي (لاعب كرة قدم) على موقع قاعدة بيانات كرة القدم.إي يو (الإنجليزية)
- راؤول سافوي (لاعب كرة قدم) على موقع ناشيونال فوتبول تيمز (الإنجليزية)
- راؤول سافوي (لاعب كرة قدم) على موقع عالم كرة القدم.نت (الإنجليزية)